# شجرة القرنفل

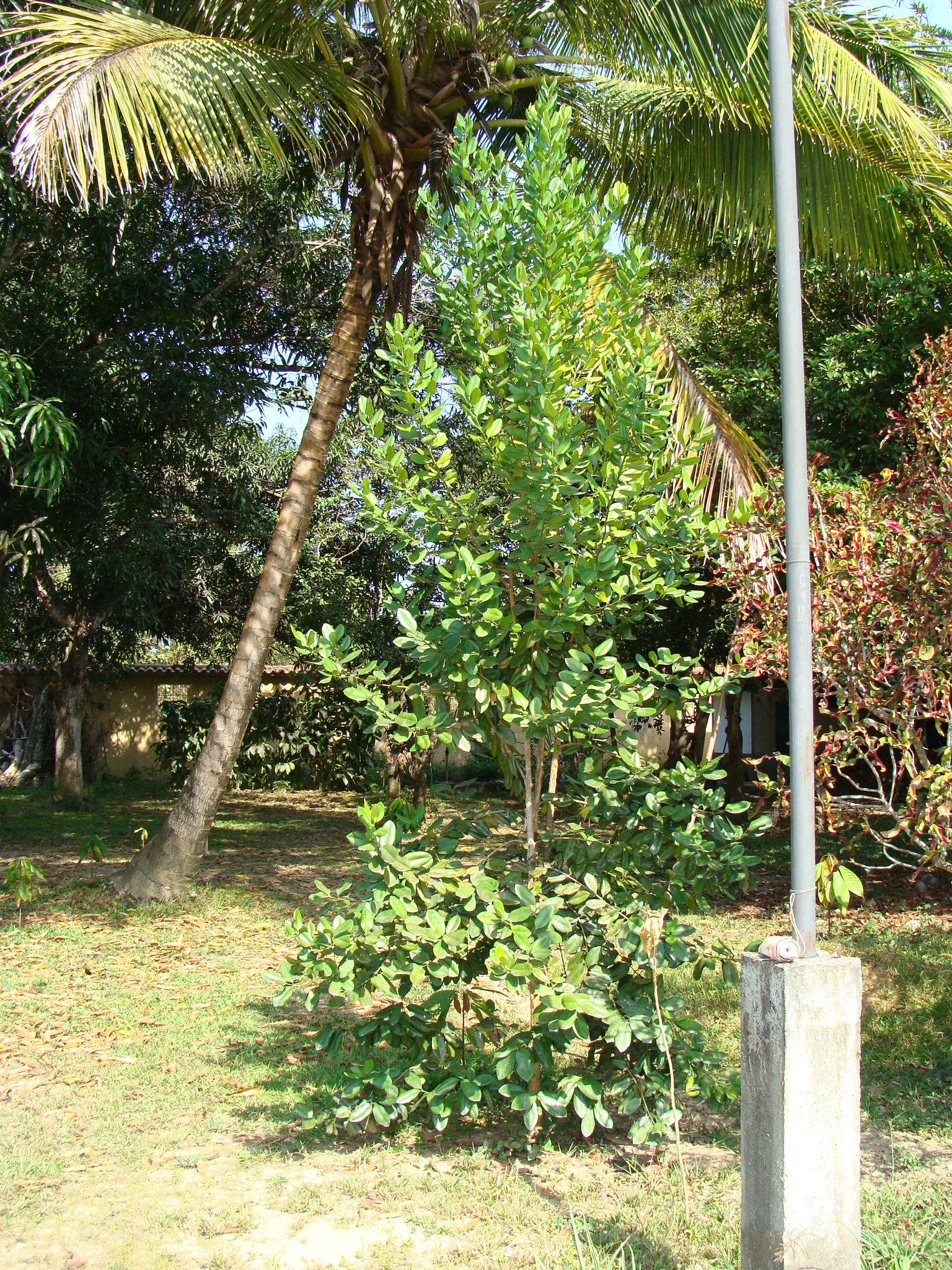
نبات (bay rum)، في حديقة منزل بالقرب من ولاية ميرندا (فنزويلا).

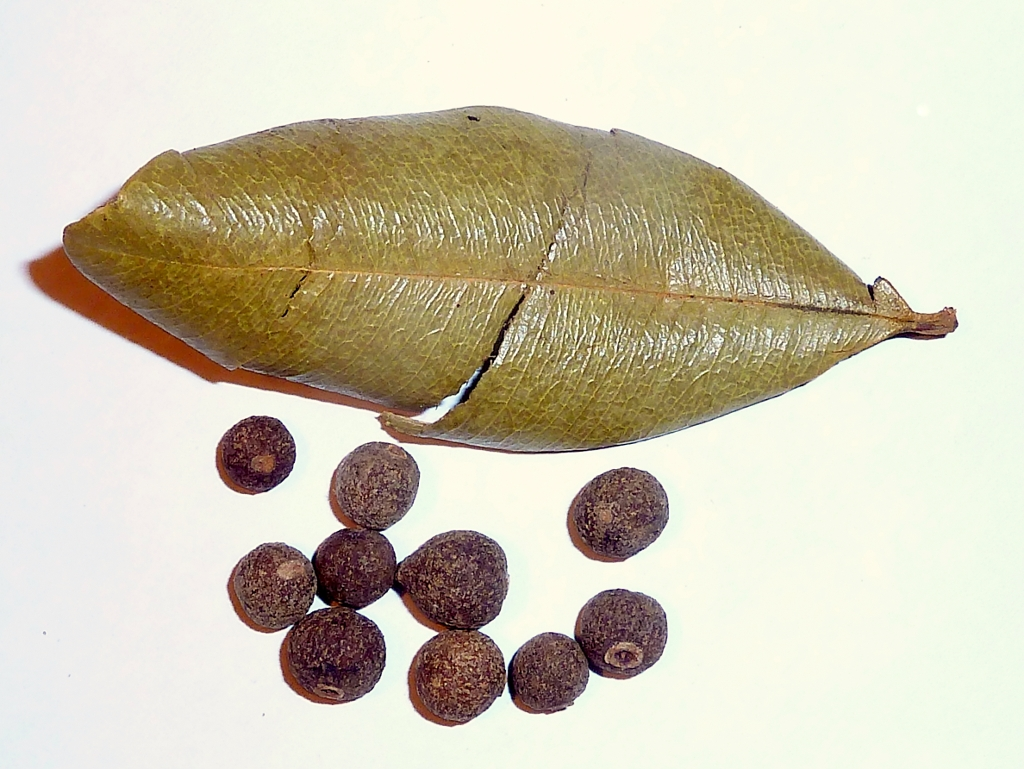
الأوراق المجففة والثمار.

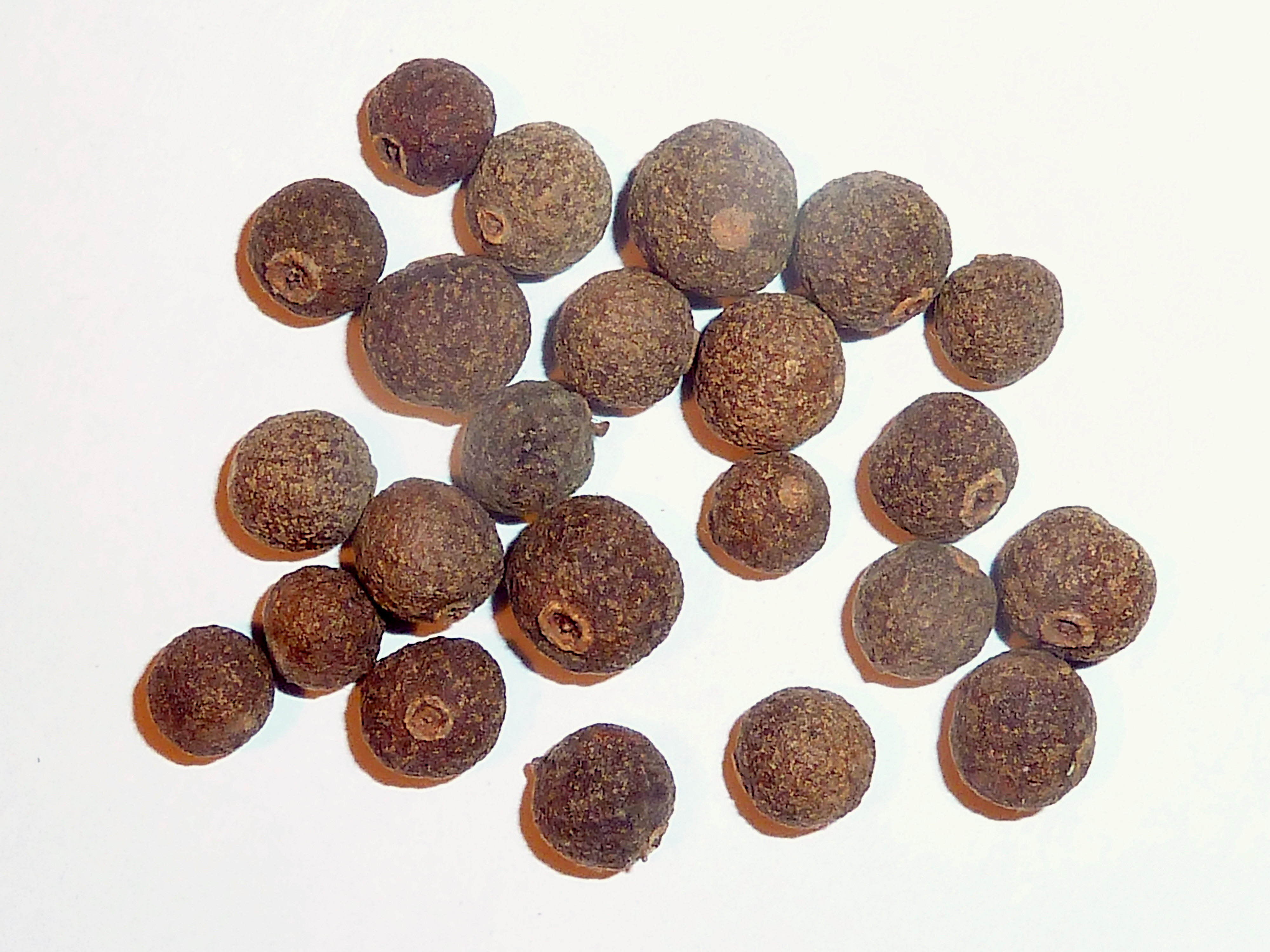
ثمار مُجفّفة.

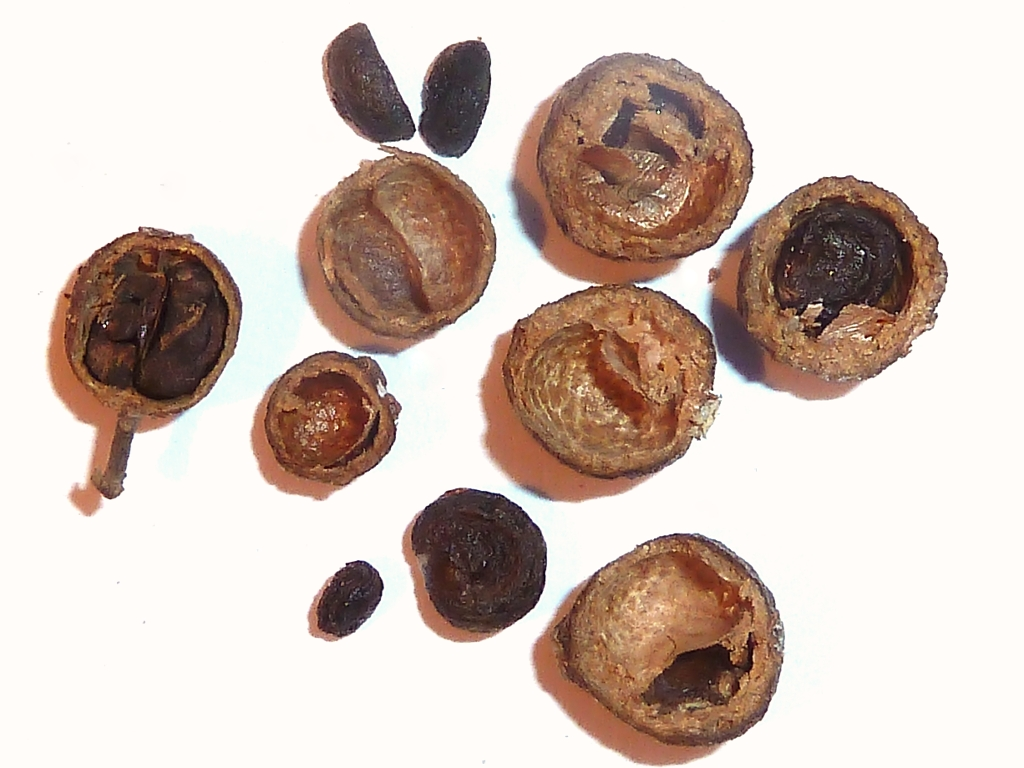

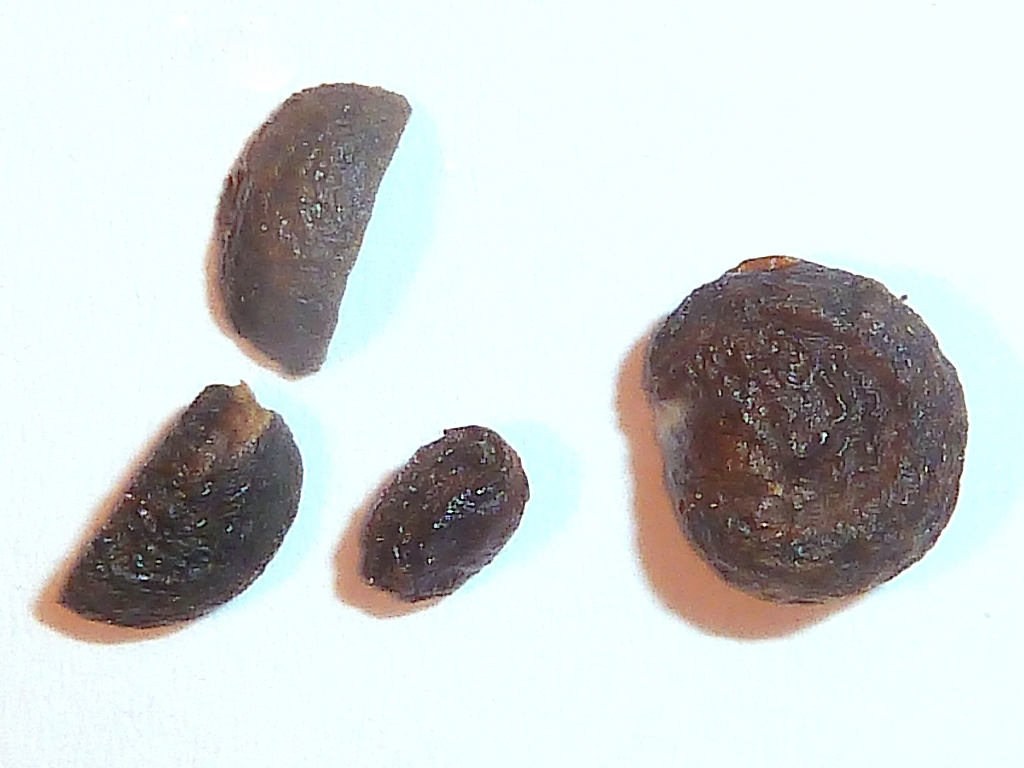

شجرة القرنفل (الاسم العلمي: Pimenta  racemosa)، هو نبات ينتمي إلى آسيّة (فصيلة: Myrtaceae).
موطنها في منطقة البحر الكاريبي، ويُمكن أن تُزرع على نطاق واسع في مناطق استوائية أخرى، بما في ذلك أوقيانوسيا. الظروف المثالية لها هي الري المنتظم وضوء الشمس الساطع.

## الوصف
يبلغ ارتفاع الشجرة من 4 إلى 12 متراً، ويبلغ عرض الزهور البيضاء حوالي 10 مم، تصبح سوداء وبيضاوية الشكل بقياس 7-12 مم. وقد تم الإبلاغ عن أشجار عمرها 50 عامًا.

## الاستعمالات
يتم استخدامها في الطهي، ويتم تقطير الزيت العطري لإنتاج عطر كولونيا تسمى (bay rum)، إلا أن الزيت العطري المركز سام ويجعل المنتج غير صالح للشرب.
تُستخدم بشكل خاص في منتجات العناية بالشعر وما بعد الحلاقة، ولكنها قد تُسبب تهيج الجلد. تتم معالجة الثمار العطرية واللحاء وخاصة الأوراق لاستخدامها كتوابل. في الطب، يستخدم زيت الأوراق كطارد للحشرات أو مضاد حيوي أو علاج لألم المعدة، ويتم استخدامه لعلاج الأمراض الجلدية. الشاي المصنوع من الأوراق يعالج الحمى ونزلات البرد. يستخدم الخشب في النجارة لصُنع عصا المشي. في الطهي، تُستخدم الأوراق لطهي أطباق الأرز والحساء واليخنة في منطقة البحر الكاريبي، كما هو الحال في أجزاء أخرى من العالم.

## علم البيئة
تنتشر شجرة القرنفل على نطاق واسع، ويمكن أن تُصبح نوعا غازيا.

## الانتشار
موطنها الأصلي هو جزر الأنتيل، وهي منتشرة في منطقة البحر الكاريبي. تم إدخال هذا النوع، الذي تم زراعته على نطاق واسع في القرون الماضية أكثر مما هو عليه اليوم، إلى فلوريدا، وعدد قليل من البلدان في أفريقيا وآسيا، وكذلك إلى جزر في المحيط الهادئ، حيث تعتبر غازية، خاصة في جزر كوك وفيجي وهاواي وتونغا، حيث يمكن أن يؤدي انتشارها الكثيف للقضاء على الأنواع المحلية.

## الحصاد
يمكن الحصاد على مدار السنة، على الرغم من تفضيل فترات الجفاف. يتم إجراؤه مرة في السنة أو 3 مرات كل 4 سنوات.

## روابط خارجية
- المنظمة الدولية لمعلومات النبات (IOPI). "نتائج البحث عن اسم النبات" (HTML). المؤشر الدولي لأسماء النبات. اطلع عليه بتاريخ {{{تاريخ الوصول}}}. {{استشهاد ويب}}: تحقق من التاريخ في: |تاريخ الوصول= (مساعدة)
- (بالfr+en) مرجع نظام المعلومات التصنيفية المتكامل (ITIS) : Pimenta racemosa  (Mill.) J.W. Moore
- Pimenta racemosa في المركز الوطني لمعلومات التقانة الحيوية (NCBI)
- "Pimenta racemosa (bay rum tree)". CABI Invasive Species Compendium (بالإنجليزية). 2015. Archived from the original on 2020-10-17. Retrieved 2017-07-21. {{استشهاد ويب}}: الوسيط غير المعروف |prénom= تم تجاهله يقترح استخدام |first= (help)